# پیتر ستلن
پیتر ستلن (انگلیسی: Peter Settelen؛ زادهٔ ۲۳ سپتامبر ۱۹۵۱) بازیگر و مربی صدا اهل بریتانیا است.
از فیلم‌ها یا مجموعه‌های تلویزیونی که وی در آن‌ها نقش داشته‌است، می‌توان به پلی در دوردست، خیابان کورونیشن و پوآرو اشاره نمود.